# M-206
La M-206 es una carretera de la Red Principal de la Comunidad de Madrid (España). Con una longitud de 18,08 km, une las localidades de Loeches y Rivas-Vaciamadrid. En los últimos años[¿cuándo?] se han llevado a cabo diversas mejoras en cuestión de seguridad y comodidad. Casi todo su trazado es de doble calzada con dos carriles en cada dirección, menos en el tramo Torrejón-Loeches que en 2012 se estaba desdoblando.

## Recorrido
Municipios que atraviesa
- Rivas-Vaciamadrid
- San Fernando de Henares
- Torrejón de Ardoz
- Loeches

Enlaces

### Rivas-Vaciamadrid
- M-203
- M-823

### San Fernando de Henares
- M-216
- M-50

### Torrejón de Ardoz
- M-203

### Loeches
- M-225
- M-300

## Tráfico
La tabla adjunta muestra el tráfico promedio por cada tramo en 2011 (vehículos diarios):
| KM     | Intensidad media diaria | % Vehículos pesados | Ubicación del P.K. de medición                      |
| ------ | ----------------------- | ------------------- | --------------------------------------------------- |
| 0,520  | 8.682                   | 13,38               | Entre la intersección con M-225 y Loeches           |
| 5,750  | 21.388                  | 14,22               | Entre las intersecciones con M-203 y M-225          |
| 7,730  | 20.191                  | 10,68               | Entre Torrejón de Ardoz y la intersección con M-203 |
| 9,410  | 39.327                  | 8,87                | Variante de Torrejón de Ardoz                       |
| 13,550 | 15.597                  | 2,64                | Entre las intersecciones con M-45                   |
| 15,070 | 15.282                  | 9,33                | Variante de San Fernando de Henares                 |